# Wojtek Sokół
Wojtek Sokół – debiutancki solowy album studyjny polskiego rapera Sokoła, wydany 15 lutego 2019 roku, nakładem wytwórni Prosto.

## Lista utworów
1. „Hybryda” – 3:58
2. „Lepiej jak jest lepiej” (gościnnie: Mateusz Krautwurst) – 4:17
3. „Pluszowy” – 3:29
4. „Pomyłka” (gościnnie: Andrzej Zaucha) – 3:31
5. „Sprytny Eskimos” (gościnnie: Igo) – 4:14
6. „I tak i nie” (gościnnie: Hewra) – 3:32
7. „Za ręce” – 4:46
8. „Nie da na da” (gościnnie: Marcin Pyszora) – 3:40
9. „Napad na bankiet” (gościnnie: PRO8L3M, Taco Hemingway) – 4:47
10. „Z Tobą” – 4:13
11. „Skażony” – 3:42
12. „MC Hasselblad” – 3:55
13. „Koniec gatunku” (gościnnie: Lena Osińska) – 4:59
14. „Chcemy być wyżej” (utwór bonusowy) – 3:06

## Twórcy
- Wojciech „Sokół” Sosnowski – wokal, słowa
- Wojciech „WOWO” Paulewicz – produkcja (1, 13)
- Tomasz „Magiera” Janiszewski – produkcja (2, 5)
- Maksymilian „Lutosław Granat” Granat-Malicki – produkcja (3)
- Bartosz „Pejzaż” Kruczyński – produkcja (4)
- Jakub „₪” Ostapowicz (Hewra) – produkcja (6)
- Piotr „Duit” Krygier – produkcja (7)
- David „David Rizzi” Essilfie (Broke Boys) – produkcja (8)
- Alex „AlexAnder” Niepel (Broke Boys) – produkcja (8)
- Piotr „Steez” Szulc (PRO8L3M) – produkcja (9), skrecze (1, 14)
- Michał „DJ. B” Olszański – produkcja (10)
- Maciej Piotr „Emowski” Maciejewski – produkcja (11)
- Robert „Dryskull” Krawczyk – produkcja (12)
- Michał „Zeppy Zep” Będkowski – produkcja (14)
- Mateusz Krautwurst – wokal wspierający (2)
- Andrzej Zaucha (nagranie archiwalne) – wokal wspierający (4)
- Igor „Igo” Walaszek – wokal wspierający (5)
- Jacek „Kaz Bałagane” Świtalski (HEWRA MOBBYN) (nagranie archiwalne) – wokal wspierający (6)
- Filip „Zazamek” Żamojda (Hewra) – wokal wspierający (6), słowa (6)
- Rafał „Amen Pacierzu” Ostrowski (Hewra) – wokal (6), słowa (6)
- Stefan „Młody Dron” Szwed-Strużyński (Hewra) – wokal (6), słowa (6)
- Łukasz „Don Poldon” Pikoń (Hewra) – wokal (6), słowa (6)
- Marcin Pyszora – wokal wspierający (8)
- Oskar Tuszyński (PRO8L3M) – wokal (9), słowa (9)
- Filip Tadeusz „Taco Hemingway” Szcześniak – wokal (9), słowa (9)
- Lena Osińska – wokal wspierający (13)
- Wojciech „DJ Kebs” Męclewski – skrecze (4)

## Certyfikat
| Polska (ZPAV) | Tytułem      | Status             | Sprzedaż |
| ------------- | ------------ | ------------------ | -------- |
| Polska (ZPAV) | Wojtek Sokół | 4× platynowa płyta | 120 000+ |

## Nagrody i wyróżnienia
- 2019: «Najlepsze polskie płyty 2019 roku» wg tygodnika Polityka: 10. miejsce[7]